# Danthonioideae
Danthonioideae es una subfamilia de plantas perteneciente a la familia Poaceae.
Danthonioideae es una subfamilia bastante distribuida en todo el globo, especialmente en el Hemisferio Sur. Presentan profilos bilobados y las sinérgidas del saco embrionario de tipo haustorial. Los números cromosómicos básicos son x=6, 7 y 9. Comprende 19 géneros y unas 270 especies. Entre los géneros con mayor número de especies se hallan Danthonia (100 especies) y Rytidosperma (90 especies). Cortaderia selloana es la popular "cortadera", en inglés "pampa grass", una gramínea ornamental que se incluye dentro de esta subfamilia.

## Géneros

### *Referencia:GRIN Taxonomy for Plants USDA
| Tribu       | Gêneros |
| ----------- | --- |
| Danthonieae | Alloeochaete - Austrodanthonia - Chaetobromus - Chionochloa - Cortaderia - Danthonia - Danthonidium - Diplopogon - Erythranthera - Karroochloa - Lamprothyrsus - Merxmuellera - Monachather - Monostachya - Notochloe - Notodanthonia - Pentameris - Pentaschistis - Phaenanthoecium - Plinthanthesis - Prionanthium - Pseudopentameris - Pyrrhanthera - Rytidosperma - Schismus - Tribolium |

#### *Referencia:Taxonomy Browser NCBI
| Tribu       | Gêneros |
| ----------- | --- |
| Danthonieae | Austrodanthonia, Chaetobromus, Chionochloa, Cortaderia, Danthonia, Joycea, Karroochloa, Lamprothyrsus, Merxmuellera, Monachather, Notochloe, Notodanthonia, Pentameris, Pentaschistis, Plinthanthesis, Prionanthium, Pseudopentameris, Pyrrhanthera, Rytidosperma, Schismus, Tribolium, Urochlaena |